# Tógarma
Togarma (régiesen Tógármah) a Bibliában több helyen előforduló név. Az Antitorosz és az Eufrátesz közötti lótenyésztő vidéket, országot, illetve lakóit jelöli. Föníciai nyelven Togarma, akkád és szír nyelven – asszír forrásokban – Tilgarimmu. A történészek egy része az ország lakóit az örmények elődeivel azonosítja.

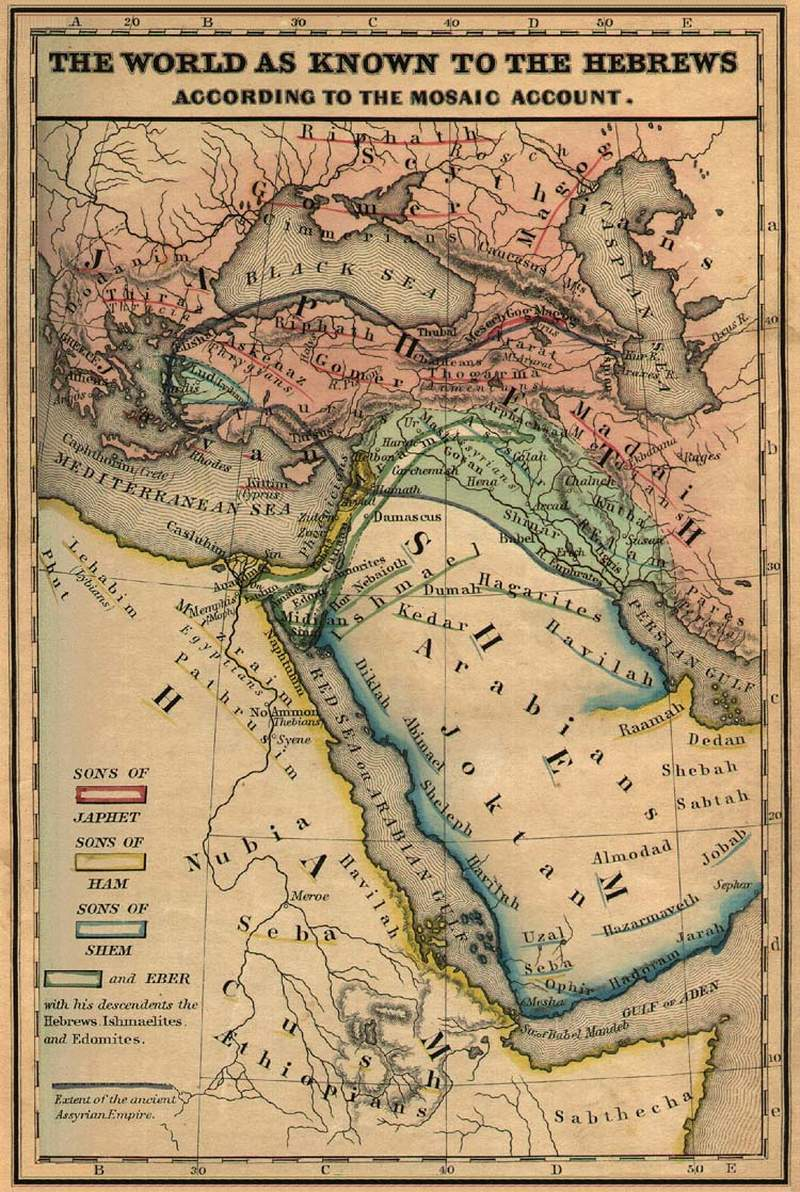
Thogarma(Armenians)

Ezékiel könyvének 27. fejezete leírja Türosz (föníciai nevén Sur) kereskedelmi kapcsolatait, ahol Bet-Togarma mint lovak, hátaslovak és öszvérek szállítója szerepel. A könyv szerzősége vitatott, de abban egyetérteni látszanak a történészek, hogy Türosz kereskedelmének összeomlását II. Nabú-kudurri-uszur i. e. 585. és i. e. 572. közötti, 13 évig tartó ostroma utáni helyzetben mutatja be.
A történészek egy része szerint a Biblia összeállításának ideje – a judaizmus mint egyistenhit kialakulása a korábbi héber többistenhitből (ahol Jahve csak Jeruzsálem istene volt) – az i. e. 7. századra tehető, és Szín-ahhé-eríba i. e. 701. évi sikertelen Jeruzsálem elleni ostromának a következménye. Jeruzsálem egyedüli megmenekülését – az összes többi szomszéd, így Izrael, valamint Júdea többi részének elpusztítása után – csak kiválasztottsággal tudták megmagyarázni. Ezért kerülhetett be a Türosszal az i. e. 7. században kereskedő Togarma Mózes első könyvébe is.

## Tógármah Mózes első könyvében
Tógármah a Bibliában, Mózes első könyvében az emberiség családfájának egyik személye, Gómer harmadik fia, Jáfet unokája, Askenáz és Rifát testvére: „Noé fia Jáfet, fia Gómer, fia Tógármah.” (Mózes 1. 10: 3).

## Tógármah és fiai a kaukázusi népek mondáiban
Az örmények és grúzok különleges szerepet tulajdonítanak a bibliai Tógármahnak – örmény: Թորգոմ, Torgom; grúz: თარგამოს, Targamosz – és a fiainak. Movszesz Horenaci Nagy-Örményország története című kora középkori krónikájában Torgom Örményország első királyaként szerepel, akinek fia, Haik az örmények ősatyja, annak fia, Armenak pedig az örmény nép névadója volt. A grúz mondák szerint Grúziát Targamosz másik fia, Kartlosz alapította, akiről a hagyomány szerint az ország történelmi Kartli tartománya nevét kapta.

## Tógármah fiai a középkori kazár és arab forrásokban

A népcsoportok származása Iosephus Flavius szerint. Jáfet leszármazottait piros, Sém utódait zöld, Kám ivadékait kék szín jelöli

A korai időkben keletkezett őstörténeti elgondolások az egyes nemzetek eredetét rendszerint Noé fiaihoz, illetve az általuk képviselt népcsoportokig vezetik vissza. A Biblia szerint Jáfet leszármazottai (Gómer, Mágóg, Mádaj, Jáván, Túbal, Mesek, Tírász) népesítették be a Föld északi és keleti tájait (Mózes első könyve, 10: 2).
Mózes első könyve (10: 3) – hasonlóképpen A krónikák első könyve (1: 6) – Gómer fiának nevezi Tógarmáht: „A Gómer fiai pedig: Askhenáz, Rifáth, és Tógármah.” Tógármah tehát Gómer legkisebb fia, ez pedig Jáfeté, aki Noé legkisebb fia.
Tógármáht a középkorban a török nyelvű népek, köztük a kazárok ősatyjuknak tartották. József király, 10. századi kazár uralkodó például így ír erről:
„Apáink nyilvántartásában azt találtuk, hogy Togarmának tíz fia volt, akiktől egy-egy nép származott: Agiôr, Tirôsz, Avôr, Ugin, Bizel, Tarna, Kazar, Zagur, Balgôr, Szavvir. Mi a hetediknek, Kazarnak utódai vagyunk.”
A felsoroltak a Fekete-tenger és a Kaszpi-tenger vidékén élt azonos nyelvű és műveltségű törzsek mondabéli ősatyjai, illetve maguknak e népeknek nevei. A felsorolás, más névalakokkal és részben más nevekkel, szerepel Joszef Ben-Gorion levelének héber másolatában is:
„Tugarma tíz törzse ezek: Kozar, Pacinak, Aliqanosz, Bulgar, Ragbiga (Ragbina, Ranbona), Turqi, Buz, Zabuk, Ungari, Tilmac (Tilmic).”
Az Arab nyelvű másolat ugyanezen levélről:
”Togorma tíz törzse ezek: Khazar, Badsanag, Asz-alân, Bulghar, Zabub, Fitrakh (Kotrakh?), Nabir, Andsar (Ajhar), Talmisz, Adzîgher, Anszuh." (Az arab átírásban tizenegyedik törzs is szerepel.)
A fenti felsorolásokban ismert népek, nemzetségek neveit fedezhetjük fel:
- Avôr: avarok
- Kazar, Kozar, Khazar: kazárok
- Balgôr, Bulgar, Bulghar: onogur-bolgárok
- Szavvir: szabirok; a magyarok egyik elnevezése VII. Kónsztantinosz, bizánci császár A birodalom kormányzásáról című művében (σαβαρτοι ασφαλοι: szabartoi aszfaloi)
- Pacinak, Badsanag: besenyők
- Aliqanosz, Asz-alân: ászik, avagy jászok, avagy alánok
- Turqi: türkök; a honfoglaló magyarok egyik elnevezése VII. Kónsztantinosz művében
- Ungari: a hasonló névalakok (pl. hungarus) alkalmasint az onogur kötelék nevéből származnak, s leggyakrabban a magyarokat illetik más népek nyelvében

A többi név a másolási stb. hibák miatt nem azonosítható, illetve olyan népeket jelölhet, melyek eltűntek a történelem sodrában, más népekhez csatlakoztak stb. Agiôr pl. jelentheti az ujgurokat, Tirosz a türköket, Bizel a barszilokat (berszileket, berceleket). A Tarna, a Zagur (Zabuk, Zabub) és a Fitrakh cím hasonló az Ammianus Marcellinus munkájában szereplő Tarniakh, Zabender és Kotzager névhez (a szóban forgó nemzetségek utóbb az avarokhoz csatlakoztak). A Talmácsok, Tolmácsok – Tilmac (Tilmic), Talmisz – utóbb a besenyők egyik törzseként tűntek fel. Az Adzîgher név jelentheti a cserkeszeket (adüge) is.
A törzsek tízes száma bizonyára az onogur név feltételezett tíz törzs jelentésével kapcsolatos.